# Campionato francese di rugby a 15 1950-1951
Il Campionato francese di rugby a 15 di prima divisione 1950-51, fu vinto dall'US Carmaux che sconfisse il Stadoceste tarbais in finale.
Fu l'unico titolo nella sua storia per il Carmaux.

## Formula
Fu disputato da 48 squadre raggruppate in otto gironi di 6 squadre. Ventiquattro squadre (le prime tre di ogni girone) sui qualificarono per la seconda fase strutturata su 8 gironi di 3 squadre. Le vincenti si qualificarono ai quarti di fanali

## Contesto
Il Torneo delle Cinque Nazioni 1951 fu vinto dall'Irlanda, la Francia terminò seconda.
La Coppa di Francia fu vinta dal FC Lourdes che sconfisse il Stadoceste tarbais in finale
Si giocò in un clima così feroce che, anche su richiesta dei paesi britannici, fu deliberata l'abolizione della competizione.

## Seconda fase di qualificazione
In grassetto le qualificate per i quarti
| - US Bergerac - FC Lourdes - CA Brive            | - RC Toulon - Stade toulousain - CA Périgueux | - Section paloise - Lyon OU - Castres olympique      |
| - US Carmaux - CA Bègles - Racing club de France | - US Montauban - SU Agen - Cognac             | - USA Perpignan - Biarritz olympique - Stade montois |
| - Stadoceste tarbais - CS Vienne - US Romans     | - USA Limoges - AS Montferrand - SC Angoulême |                                                      |

## Quarti di finale
(In grassetto il qualificate alle semifinali)
- US Carmaux  - SU Agen5-0
- AS Montferrand - FC Lourdes 6-0
- Stadoceste tarbais - RC Toulon 6-3
- USA Perpignan - Lyon OU 5-0

## Semifinali
- US Carmaux - AS Montferrand 11-9
- Stadoceste tarbais - USA Perpignan 15-0

## Finale
| Arbitro: | Jean Rous |

| |            | |
| mete: Aué trasf.: Aué c.p.: Aué 3 | Marcatori  | mete: Levantes c.p.: Chaubert |
| Raymond Carrère Louis Combettes Jean-Marie Bes Jean Gervais Alexis Dalla-Riva René Pailhous Louis Aué Jean Régis René Pagès Gérard Lasmolles René Deleris Gustave Golajewski Georges Cassou Francis Cassou Jacques Sagols | Formazioni | Albert Fourcade Robert Bel Marc Laffitte René Soulet Joseph Dutrey Armand Save Gilbert Paradge Serge Tonus Lucien Dufourc Adrien Abadie Albert Bagnères Louis Suberbie Albert Lavantes Maurice Cazaux René Chaubet |

Le due squadre terminarono sul 9-9 i tempi regolamentari, Entrambe realizzarono una meta nei supplementari, ma se Aué trasformò la sua meta per Carmaux, questo non riuscì a Chaubert per Tarbes.